# Nidaba
Nidaba (również Nisaba) – bogini mądrości, zboża, patronka pisarzy w mitologii sumeryjskiej.
Była córka Anu, małżonką Haja i matką Ninlil. Początkowo była tylko boginią zboża, później w Lagasz, dzięki widzeniom Gudei, władcy tego miasta była uznawana za patronkę pisarzy i boginię mądrości. Znajduje to również potwierdzenie w hymnie jej poświęconym autorstwa Enheduanny, poetki i córki Sargona Wielkiego pochodzącym z ok. 2200 p.n.e.
Jej symbolem był kłos jęczmienia.